# 생방송 금요 와이드
《생방송 금요 와이드》는 2011년 6월 3일부터 2012년 10월 5일까지 MBC에서 방영했던 생활 정보 프로그램이다. 2011년 봄 개편에 따라 종전 이시간대에 방송되던 《MBC 파워매거진》을 이동시키고 새로 편성하였다.

## 코너
- 이슈 클로즈 업
- 이슈 인(人)
- 연예와이드 펀치 펀치
- 아줌마 권법
- 식탐 여행